# 3149 Окуджава
3149 Окуджава (3149 Okudzhava) — астероїд головного поясу, відкритий 22 вересня 1981 року.
Тіссеранів параметр щодо Юпітера — 3,603.
Названо на честь радянського поета, композитора, прозаїка і сценариста Окуджави Булата Шалвовича.